# Бірлікустем
Бірлікусте́м (каз. Бірлікүстем) — село у складі Шуського району Жамбильської області Казахстану. Адміністративний центр та єдиний населений пункт Бірлікустемський сільського округу.
У радянські часи село називалось Берлікустем або Конакбай.
Населення — 2047 осіб (2021; 1971 у 2009, 1896 у 1999, 2129 у 1989).